# 4teens
4teens je český sedmidílný televizní seriál pro mládež i dospělé z roku 2011. Seriál vznikl v Televizním studiu Ostrava a natáčel se v okolí Ostravy, například na orlovském gymnáziu.

## Obsazení

### Teenageři ve třídě
| Ondřej Malý         | Milan „Einstein“ Doubrava (Guru) |
| Tomáš Materna       | Jirka „Picasso“ Prchal           |
| Dagmar Křížová      | Linda „Žárovka“ Járová           |
| Tereza Beranová     | Dája Novotná                     |
| Tomáš Váhala        | Petr Kocman                      |
| Lucie Šteflová      | Míša Turková (Red Devil)         |
| Vanda Chaloupková   | Kamila Černá                     |
| Tomáš Hlaváček      | Amos Džu-ba                      |
| Adriana Neubauerová | Patricie „Paty“ Pelikánová       |

### Rodiče a učitelé
| Ester Kočičková            | Šárka Tušková, ředitelka gymnázia  |
| Miroslav Táborský          | profesor Prchal, otec Jirky        |
| Naďa Konvalinková          | babička Dáji                       |
| Pavel Zedníček             | Bedřich „Béďa“ Vávra, školník      |
| Zuzana Slavíková           | Lenka Novotná, matka Dáji          |
| Norbert Lichý              | Jaroslav Černý, otec Kamily        |
| Jana Janěková              | Karla Černá, matka Kamily          |
| Karel Dobrý                | Láďa Kocman, policista, otec Petra |
| Renáta Klemensová          | Zdenka Kocmanová, matka Petra      |
| Miroslav Etzler            | Karel Kroupa, třídní profesor      |
| Petra Hřebíčková           | tělocvikářka Ježková               |
| Zuzana Maurery             | Vesna Doubravová, matka Milana     |
| Jiří Dvořák                | Doubrava, otec Milana              |
| Viktor Skála               | Novotný, otec Dáji                 |
| Zdeňka Žádníková-Volencová | Hana Turková, matka Míši           |
| Iva Pazderková             | Kristýna Pelikánová, matka Paty    |
| David Suchařípa            | Oskar Pelikán, otec Paty           |
| Michaela Kuklová           | Helena, matka Amose                |
| Ibrahim Maiga              | Samuel, otec Amose                 |

### Další
| Lucie Vondráčková    | recepční Marie                         |
| Kryštof Hádek        | Kryštof, instruktor na lyžařském kursu |
| Jiří Ployhar         | majitel lyžařské školy                 |
| Michal Sedláček      | Roman                                  |
| Oldřich Hajlich      | David                                  |
| Jakub Grafnetr       | Radek                                  |
| Vlastimil Burda      | Machovec                               |
| Karin Krausová       | Klára                                  |
| Natálie Holíková     | Iveta                                  |
| Kamila Janovičová    | Veronika                               |
| Richard Zevel        | Marek                                  |
| Robin Pařík          | Jindra Sluka                           |
| Tomáš Polák          | Adam                                   |
| Anastázie Klemensová | Eva                                    |
| Lenka Vopelková      | Dana                                   |
| Anežka Michalová     | Kim                                    |
| Soňa Tvrdá           | Soňa                                   |
| Veronika Nouzová     | Tereza                                 |
| Ondřej Pavelka       |                                        |
| Anna Cónová          |                                        |
| Ondřej Havel         |                                        |
| Hoang Thi Bich Lien  |                                        |
| Michal Šášinka       |                                        |
| Albert Černý         |                                        |
| Adam Rek             |                                        |
| Predrag Bjelac       |                                        |
| Luděk Jelen          |                                        |

## Seznam dílů
1. Svět jako prkno
2. Zuřivá reportérka
3. Školní kapela
4. Na útěku
5. Lyžák
6. Ples
7. Byla to soda

## Další tvůrci
- Šéfdramaturg: Marek Dohnal
- Autor komiksu: Jozef Gertli (Danglár)
- Pomocná režie: Libor Zlomek
- Šéfproducent: Tomáš Jarolím
- Asistent režie a produkce: Pavel Vácha

## Recenze
- Jaroslav Sedláček, Kinobox.cz, 13. května 2011 , Recenze: 4teens (TV seriál) Archivováno 18. 5. 2011 na Wayback Machine.